# Portus Iulius

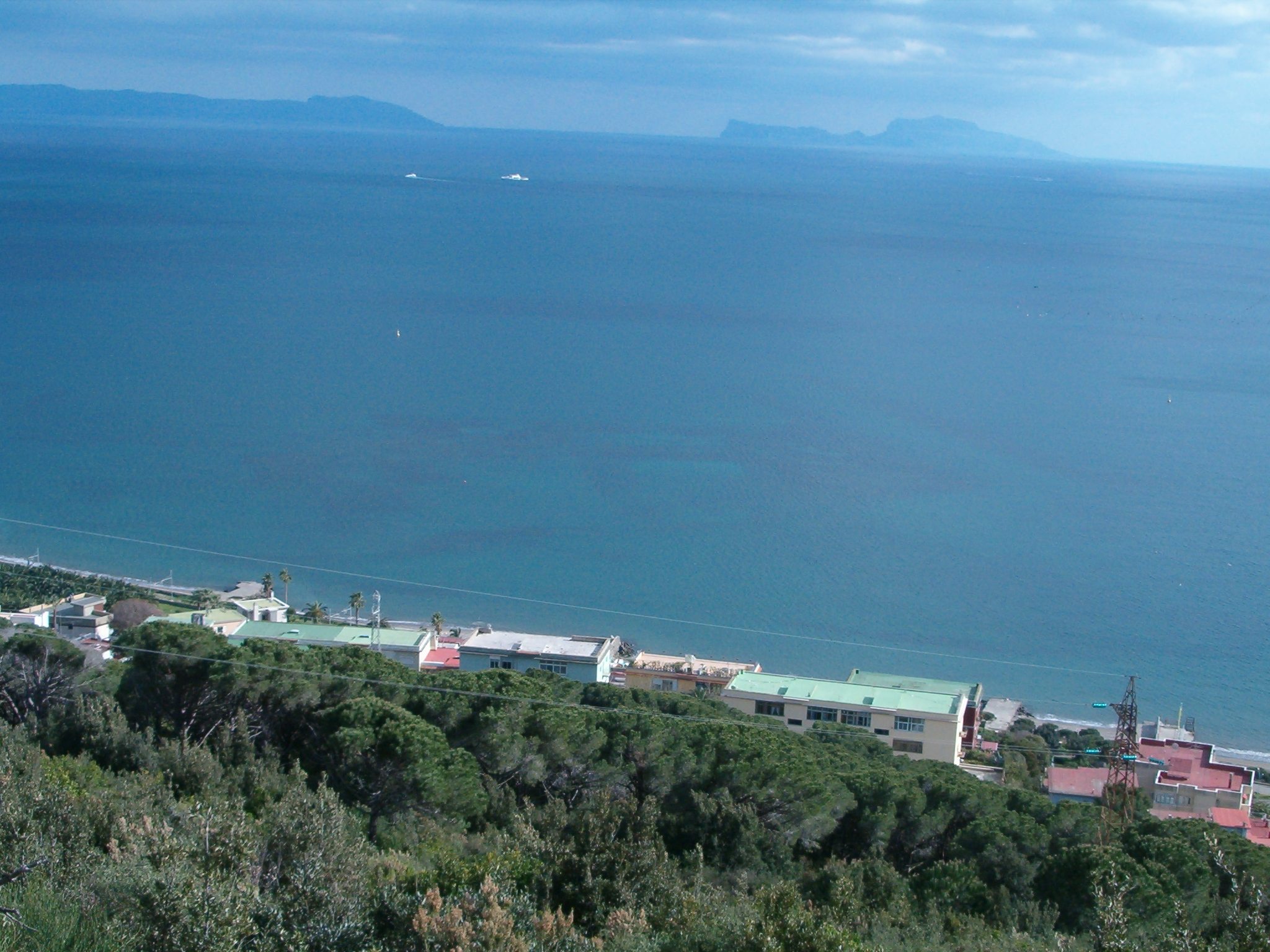
Portus Julius desde el Monte Nuovo: los restos del antiguo puerto romano están actualmente sumergidos bajo el Tirreno por efecto de los fenómenos de isostasia de los Campos Flegreos, reconociéndose desde la cima del volcán en días nubosos, cuando los rayos solares generan reverberaciones sobre el agua, apreciándose los restos de dos dársenas cuadradas de las tres que tuvo, y también dos muros correspondientes al canal que comunicaba el mar con el interior del puerto.

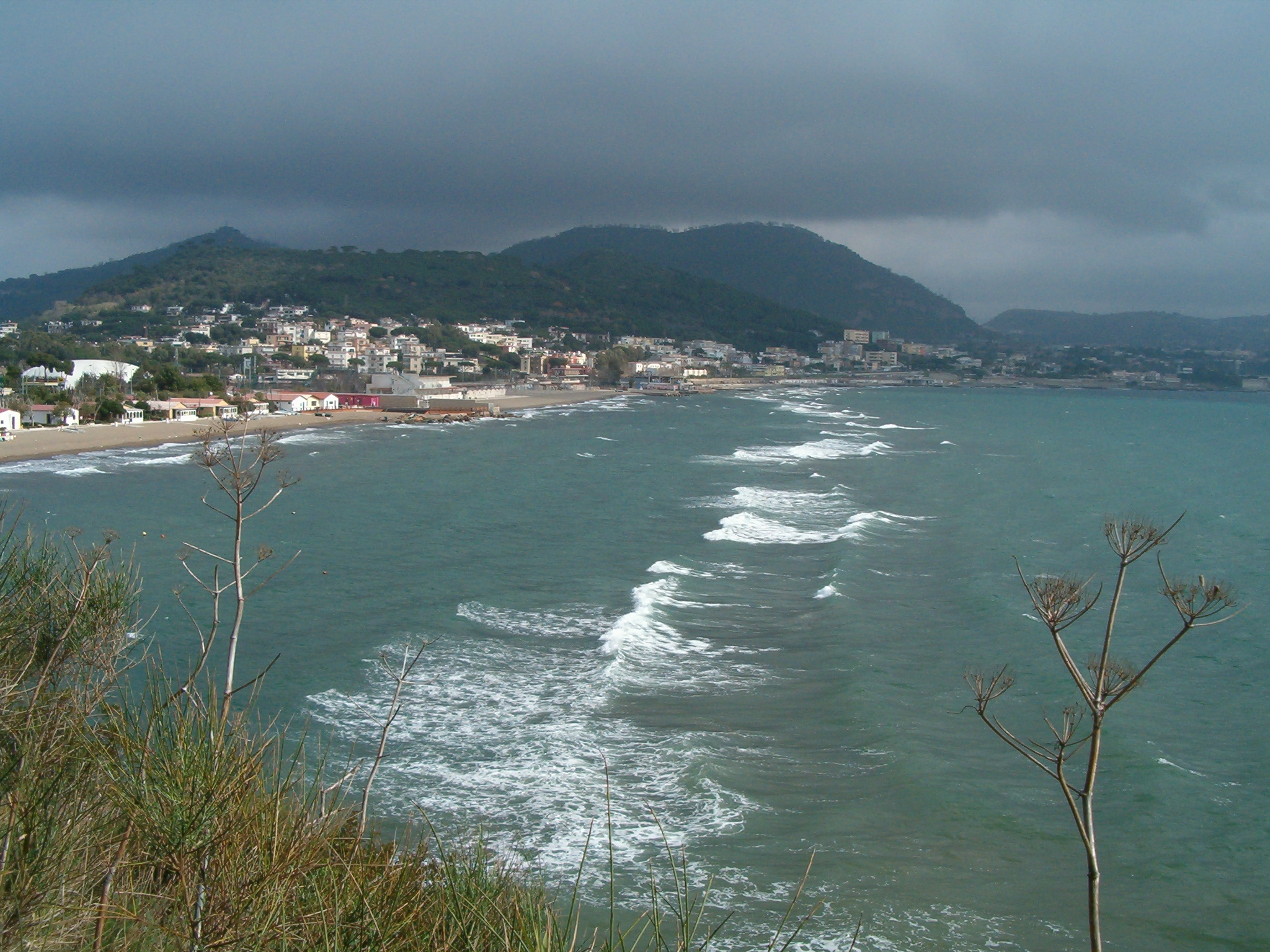
Portus Julius desde la Punta Epitaffio: el trazado de la antigua calzada romana de la Vía Herculanea, corría por el terraplén que separaba el antiguo lago Lucrino del mar, hoy sumergida por los fenómenos isostáticos, pero reconocible en días de marea baja intensa. La curvatura del fondo se debe a la presencia del antiguo canal de entrada al lago desde el mar.

Portus Iulius (Puerto Julio) recibe su nombre del nombre completo del emperador Augusto, que antes de 27 a. C. era Cayo Julio César Octaviano en virtud de su adopción por su tío Julio César. Se trata de un puerto romano construido en 37 a. C., y en uso hasta el siglo IV, en suburbio costero de la ciudad romana de Puteoli (actualmente Pozzuoli, Italia). 
Fue edificado en la costa junto al lago Lucrino, como un importante complejo portuario que se extendía hasta el lago del Averno. Se salvó de su completa destrucción en la erupción del volcán de Monte Nuovo en 1538, que se formó en su parte norte, mientras que parte de los restos de las instalaciones portuarias se hundieron bajo el mar por los fenómenos de isostasia que afectan a los campos Flegreos y no fueron redescubiertas hasta 1956. 

## Historia
El Puerto fue construido en 37 a. C. por orden de Marco Vipsanio Agripa, por voluntad de Octaviano para servir, inicialmente, como base naval militar en el curso de la guerra civil que terminó con la República Romana (62 a. C.-27 a. C.), concretamente para enfrentarse a la amenaza planteada por Sexto Pompeyo desde Sicilia y el África Proconsular.
De acuerdo con la descripción de Dión Casio y de Veleyo Patérculo, el puerto ofrecía un refugio natural para las naves de guerra romanas, junto con un importante astillero para reparaciones y nuevas construcciones. Para su buen funcionamiento, se realizó una importante obra de ingeniería que permitía la conexión del Portus Iulius con el lago Lucrino, que en época romana era mayor que en actualmente, y con el lago del Averno, convertido en una rada muy segura para los barcos. Además, los bosques cercanos proporcionaban abundante madera para las atarazanas del puerto.
Estas obras fueron dirigidas por el ingeniero Lucio Coceyo Aucto, el canal artificial existente que comunicaba el primitivo puerto con los lagos mencionados con una longitud de 300 m, fue alargado en otros 50 m y profundizado; además, junto a los muelles, dad la reducida distancia, se excavó una salida al mar, a través de la playa, para el lago Lucrino.
Portus Iulius fue dotado de un muelle costero de 372 m. edificado sobre arquerías sujetas por 15 pilones cuadrangulares y protegido del mar por un largo dique, sobre el que pasaba la Vía Herculanea, y que empezaba en la Punta dell'Epitaffio, junto a Baias, hasta cerca de la Punta Caruso, incluyendo la entrada del canal navegable que comunicaba el Tirreno con el lago Lucrino.
El complejo militar, tal y como describe Estrabón, se completaba con varias vías subterráneas, como la Gruta de Cocceio construidas por orden de Agripa para comunicar de forma segura el Lago del Averno con el puerto de Cumas.
El uso militar de Portus Iulius se desarrolló durante algo más de 20 años, ya que la escasa profundidad del lago Lucrino se reducía progresivamente con los fenómenos de isostasia locales, lo que motivó la búsqueda de un puerto mejor para la flota, lo que se realizó en 12 a. C. al transferirla a la nueva base naval de Miseno.
Portus Iulius fue usado hasta el siglo IV como puerto comercial. Bajo Augusto este uso portuario prosperó al extenderse la actividad hacia Pozzuoli, permitiendo la construcción de dos nuevos barrios o vici, llamados vicus Lartidianus y vicus Annianus.
Bajó Nerón se intentó excavar un largo canal navegable, llamado fossa Neronis, parcialmente visible en fotografías aéreas, para intentar comunicar el Portus Iulius con Roma, para permitir un tráfico a salvo de tempestades para las naves que transportaban grano a la Urbe. Esta gigantesca obra se interrumpió con la muerte de Nerón y nunca fue concluida.

## La decadencia del puerto, su desaparición y su descubrimiento bajo el agua

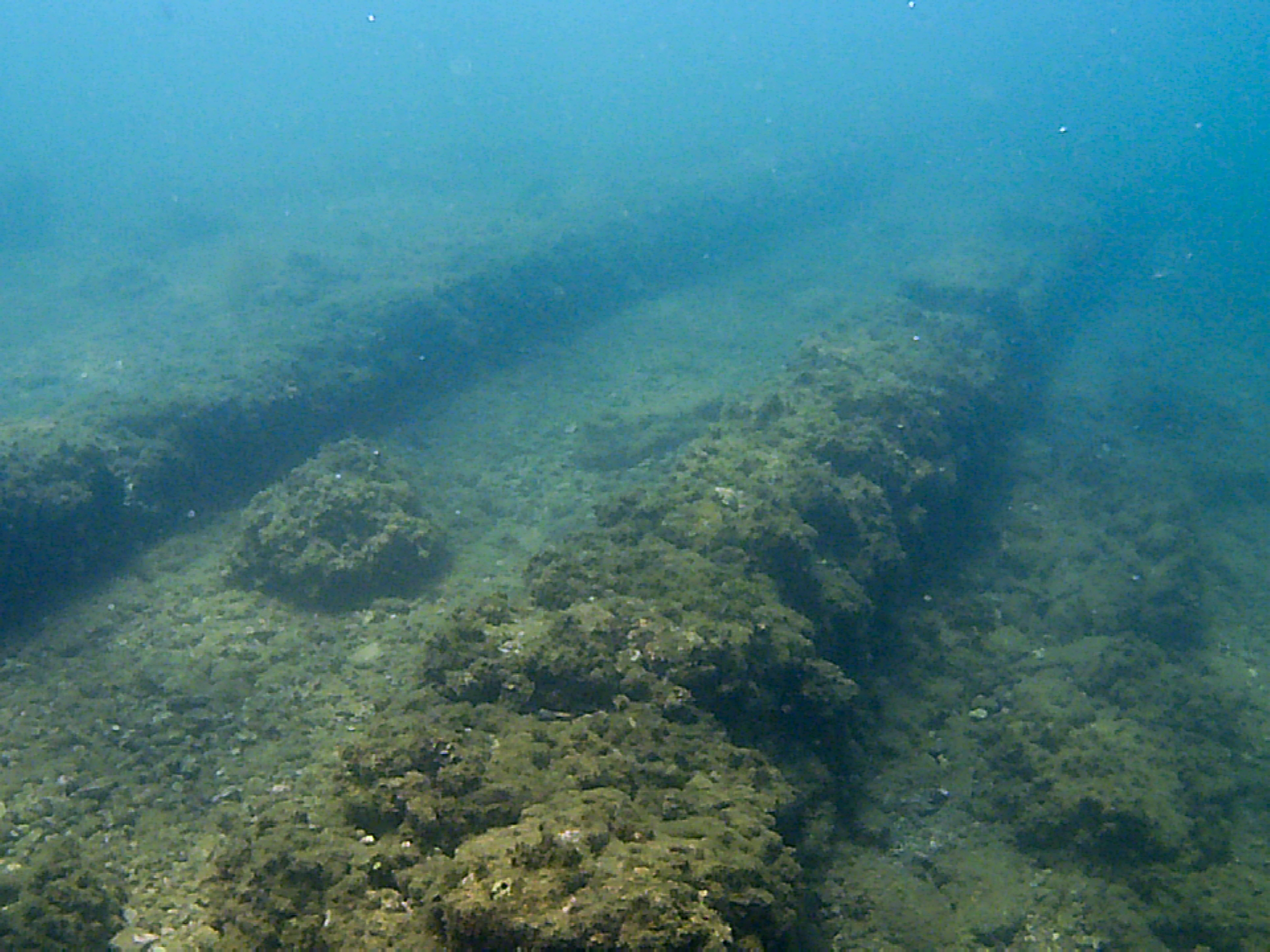
El canal que, desde Portus Iulius, llegaba a Baias.

Portus Iulius fue abandonado a finales del siglo IV debido al progresivo hundimiento de la costa debido a los fenómenos de isostasia que afectan a los campos Flegreos. A finales del siglo V, como indica Casiodoro, el muelle y los diques se hundieron y parte de sus sillares de piedra fueron reutilizados para reparar las murallas de Roma.

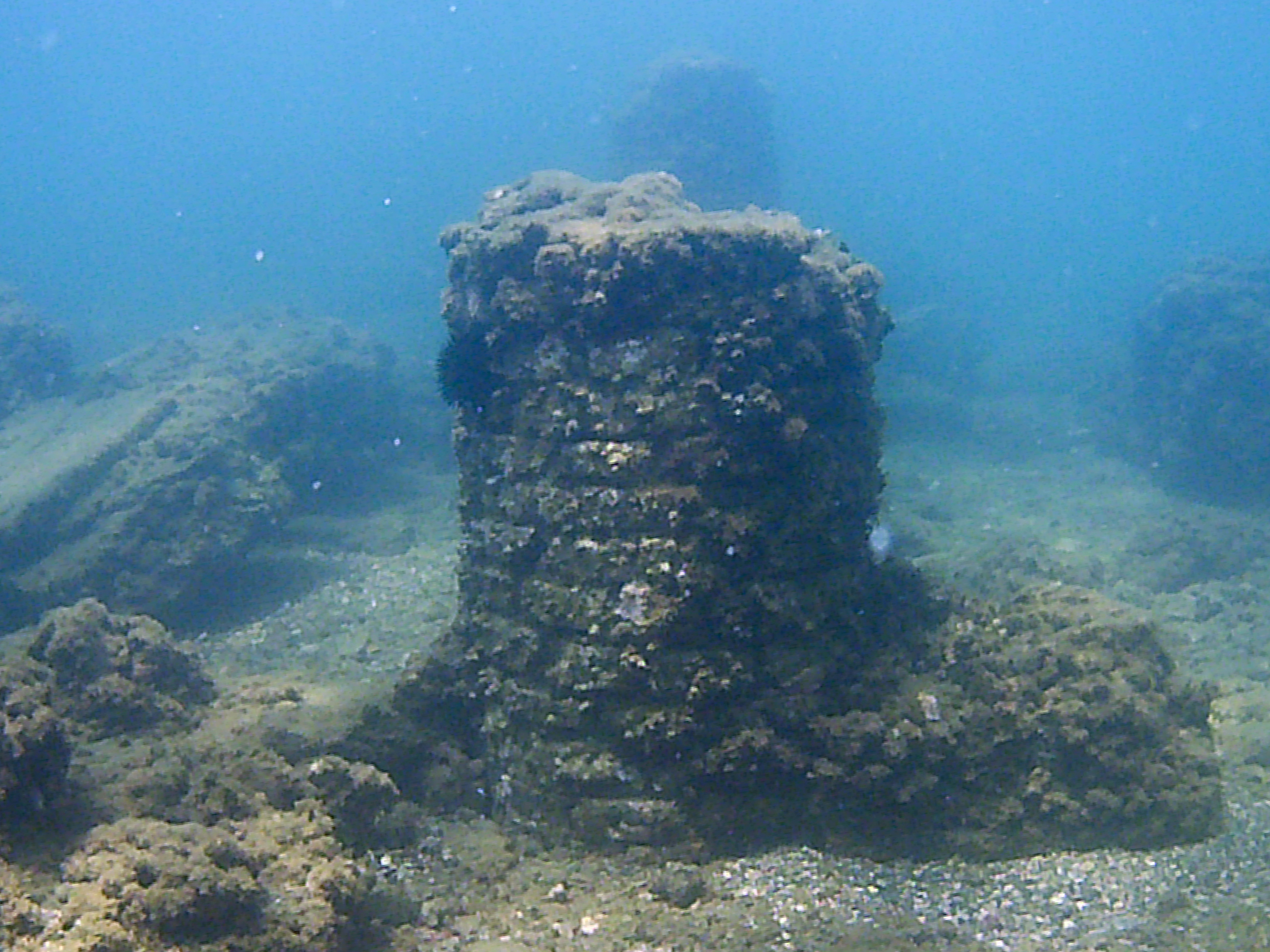
Restos del puerto.

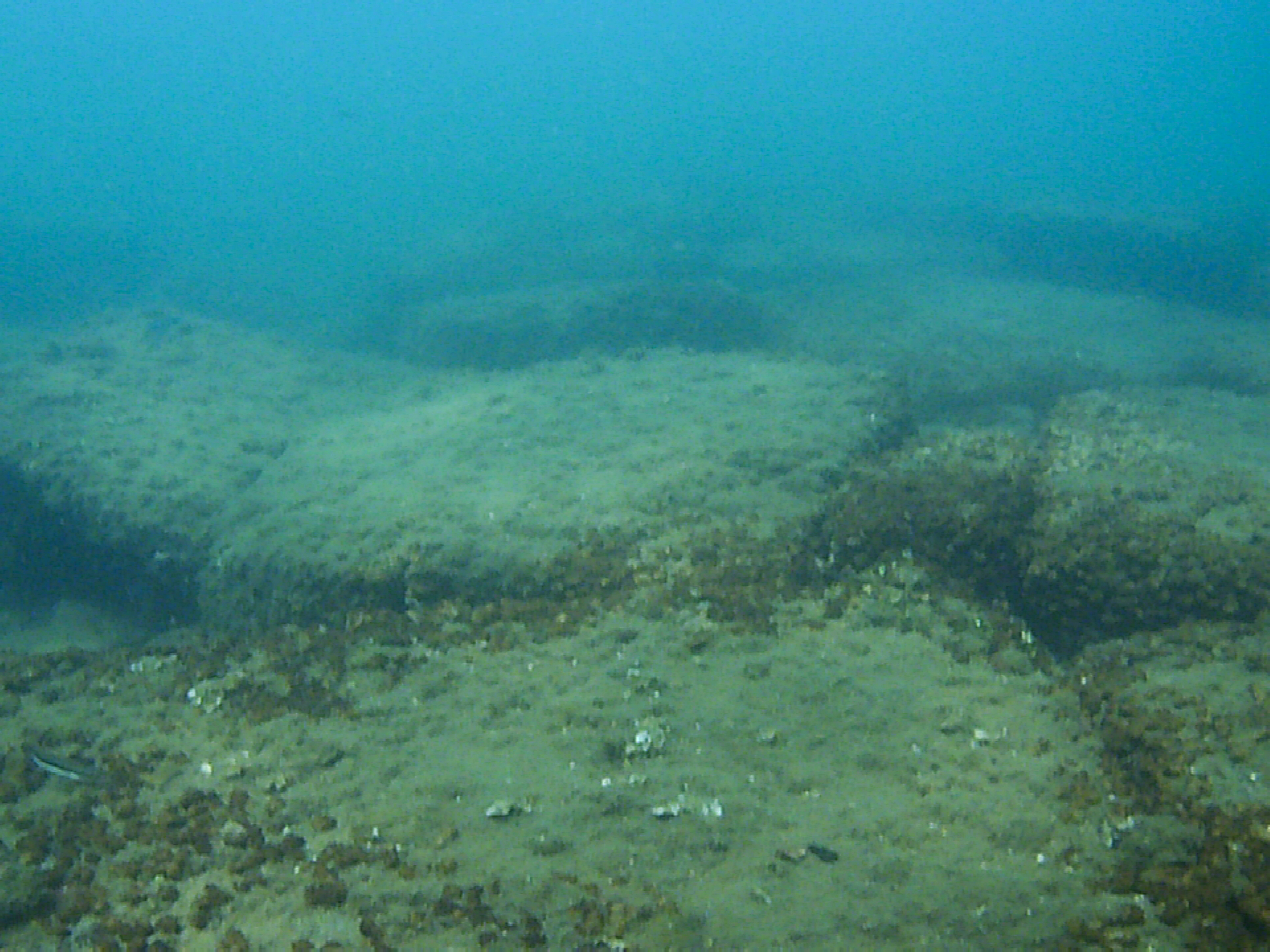
Tramo sumergido de la Vía Herculanea.

Posteriormente, el hundimiento isostático de la costa hizo desaparecer el lago Lucrino y sumergió totalmente los restos del Portus Iulius.
En el siglo XVI, una erupción formó el volcán de Monte Nuovo, elevando parcialmente el área donde se levantaba el antiguo puerto, volviendo a crear el lago Lucrino, aunque más pequeño que el de época romana.
El puerto romano fue redescubierto en 1956 a través de fotografías aéreas tomadas por el piloto y submarinista militar Raimondo Bucher. Gracias a esas fotos y las excavaciones subacuáticas realizadas por la Superintendencia de Bienes Arqueológicos, se conoce el complejo sumergido del antiguo puerto romano y un tramo de la Vía Herculanea, que comprende cerca de 10 ha. a una profundidad de entre 2,5 y 5 m.
Directamente, sólo se conoce la parte oriental del complejo, pudiéndose observar el trazado de una calle con dos almacenes del puerto a sus lados, cuyos muros se levantan hasta una altura apreciable y están cubiertos con opus reticulatum, restos de estucos e instalaciones de fontanería, y además se aprecian los restos de la gran casa de patio, dispuesta oblicuamente a la calle, que se identifica con la domus del almirantazgo, puesto que todavía conserva mosaicos.